# Alpiner Skiweltcup 2009/10
Die Saison 2009/10 des von der FIS veranstalteten Alpinen Skiweltcups begann am 24. Oktober 2009 auf dem Rettenbachferner in Sölden und endete am 14. März 2010 anlässlich des Weltcup-Finales in Garmisch-Partenkirchen.
Bei den Herren waren 34 Rennen geplant (8 Abfahrten, 6 Super-G, 7 Riesenslaloms, 9 Slaloms, 3 Super-Kombinationen); hinzu kam eine klassische Kombinationswertung. Bei den Damen sollten 33 Rennen ausgetragen werden (8 Abfahrten, 7 Super-G, 7 Riesenslaloms, 8 Slaloms, 3 Super-Kombinationen); allerdings wurde die Super-Kombination in Crans-Montana abgesagt, so dass nur noch 32 Rennen stattfanden. Den Abschluss der Saison bildete ein gemeinsamer Mannschaftswettbewerb mit geändertem Format.
Höhepunkt der Saison waren die XXI. Olympischen Winterspiele vom 12. bis zum 28. Februar 2010 im kanadischen Vancouver, deren alpine Wettbewerbe in Whistler stattfanden.

## Weltcupwertungen

### Gesamt
| Rang | Name                   | Punkte |
| ---- | ---------------------- | ------ |
| 1.   | Carlo Janka            | 1197   |
| 2.   | Benjamin Raich         | 1091   |
| 3.   | Didier Cuche           | 0952   |
| 4.   | Aksel Lund Svindal     | 0883   |
| 5.   | Ivica Kostelić         | 0805   |
| 6.   | Marcel Hirscher        | 0691   |
| 7.   | Ted Ligety             | 0667   |
| 8.   | Silvan Zurbriggen      | 0619   |
| 9.   | Julien Lizeroux        | 0614   |
| 10.  | Michael Walchhofer     | 0594   |
| 11.  | Reinfried Herbst       | 0534   |
| 12.  | Didier Défago          | 0527   |
| 13.  | Erik Guay              | 0487   |
| 14.  | Manfred Mölgg          | 0474   |
| 15.  | Mario Scheiber         | 0472   |
| 16.  | Manuel Osborne-Paradis | 0453   |
| 17.  | Kjetil Jansrud         | 0436   |
| 18.  | Werner Heel            | 0419   |
| 19.  | Romed Baumann          | 0407   |
| 20.  | Bode Miller            | 0361   |
| 21.  | Felix Neureuther       | 0349   |
| 22.  | Davide Simoncelli      | 0311   |
| 23.  | Massimiliano Blardone  | 0309   |
| 24.  | Manfred Pranger        | 0282   |
| 25.  | Michael Janyk          | 0267   |
| 26.  | Marco Büchel           | 0261   |
| 27.  | Hannes Reichelt        | 0257   |
| 28.  | Adrien Théaux          | 0249   |
| 29.  | Tobias Grünenfelder    | 0247   |
| 30.  | Andrej Jerman          | 0243   |
| 31.  | Andrej Šporn           | 0230   |
| 32.  | Mattias Hargin         | 0228   |
| 33.  | Giuliano Razzoli       | 0224   |
| 34.  | Steve Missillier       | 0216   |
| 35.  | Klaus Kröll            | 0214   |
| 36.  | Patrick Staudacher     | 0212   |
| 37.  | Christof Innerhofer    | 0199   |
| 37.  | Natko Zrnčić-Dim       | 0199   |
| 39.  | Patrick Küng           | 0196   |
| 40.  | Philipp Schörghofer    | 0194   |
| 41.  | André Myhrer           | 0193   |
| 42.  | Robbie Dixon           | 0191   |
| 43.  | Alexander Ploner       | 0186   |
| 44.  | Cyprien Richard        | 0180   |
| 45.  | Markus Larsson         | 0177   |
| 46.  | Hans Olsson            | 0172   |
| 47.  | Lars Elton Myhre       | 0168   |
| 47.  | Georg Streitberger     | 0168   |
| 49.  | Hans Grugger           | 0167   |
| 50.  | Julien Cousineau       | 0161   |
| 51.  | Sandro Viletta         | 0153   |

| Rang | Name                     | Punkte |
| ---- | ------------------------ | ------ |
| 52.  | Andrew Weibrecht         | 152    |
| 53.  | Ondřej Bank              | 147    |
| 54.  | Jean-Baptiste Grange     | 146    |
| 55.  | Ambrosi Hoffmann         | 140    |
| 56.  | Patrik Järbyn            | 132    |
| 57.  | Mitja Valenčič           | 126    |
| 58.  | Johan Clarey             | 118    |
| 59.  | Urs Imboden              | 115    |
| 60.  | Marc Berthod             | 112    |
| 61.  | Axel Bäck                | 110    |
| 62.  | Marco Sullivan           | 106    |
| 63.  | Jimmy Cochran            | 100    |
| 63.  | David Poisson            | 100    |
| 65.  | Thomas Mermillod Blondin | 099    |
| 66.  | Aleš Gorza               | 098    |
| 67.  | Akira Sasaki             | 094    |
| 68.  | Dominik Paris            | 091    |
| 69.  | Beat Feuz                | 088    |
| 70.  | Alberto Schieppati       | 086    |
| 71.  | Marc Gini                | 077    |
| 72.  | Michael Gufler           | 076    |
| 72.  | Truls Ove Karlsen        | 076    |
| 74.  | Naoki Yuasa              | 070    |
| 75.  | Brad Spence              | 065    |
| 76.  | Giorgio Rocca            | 064    |
| 77.  | Sébastien Pichot         | 063    |
| 77.  | Stefan Thanei            | 063    |
| 79.  | Cristian Deville         | 061    |
| 80.  | Anton Lahdenperä         | 060    |
| 81.  | Mario Matt               | 058    |
| 82.  | Gauthier de Tessières    | 055    |
| 82.  | Stephan Keppler          | 055    |
| 84.  | Joachim Puchner          | 053    |
| 85.  | Erik Fisher              | 046    |
| 85.  | Steven Nyman             | 046    |
| 87.  | Jean-Philippe Roy        | 043    |
| 88.  | Wolfgang Hörl            | 042    |
| 88.  | Christoph Nösig          | 042    |
| 88.  | Rok Perko                | 042    |
| 88.  | Bernard Vajdič           | 042    |
| 92.  | Guillermo Fayed          | 041    |
| 92.  | Patrick Thaler           | 041    |
| 92.  | Filip Trejbal            | 041    |
| 95.  | Yannick Bertrand         | 040    |
| 95.  | John Kucera              | 040    |
| 97.  | Leif Kristian Haugen     | 038    |
| 98.  | Jens Byggmark            | 036    |
| 98.  | Jan Hudec                | 036    |
| 100. | Peter Fill               | 032    |
| 100. | Ryan Semple              | 032    |
| 100. | Maxime Tissot            | 032    |

| Rang | Name                   | Punkte |
| ---- | ---------------------- | ------ |
| 103. | Ralf Kreuzer           | 28     |
| 103. | Kentarō Minagawa       | 28     |
| 105. | Andrej Križaj          | 27     |
| 105. | Kryštof Krýzl          | 27     |
| 105. | Trevor White           | 27     |
| 108. | Patrick Biggs          | 24     |
| 108. | Florian Eisath         | 24     |
| 110. | Anthony Obert          | 23     |
| 111. | Niklas Rainer          | 18     |
| 112. | Tommy Ford             | 17     |
| 113. | Mathieu Faivre         | 16     |
| 113. | Alexander Choroschilow | 16     |
| 115. | Stephan Görgl          | 15     |
| 115. | Christoph Gruber       | 15     |
| 115. | Aronne Pieruz          | 15     |
| 118. | Alexandre Anselmet     | 14     |
| 118. | Patrick Bechter        | 14     |
| 118. | Fritz Dopfer           | 14     |
| 118. | Petr Záhrobský         | 14     |
| 122. | Björn Sieber           | 12     |
| 123. | Rainer Schönfelder     | 11     |
| 123. | Andreas Strodl         | 11     |
| 125. | Kilian Albrecht        | 10     |
| 125. | Christoph Dreier       | 10     |
| 125. | Jeffrey Frisch         | 10     |
| 125. | Stefano Gross          | 10     |
| 125. | Janez Jazbec           | 10     |
| 125. | Tobias Stechert        | 10     |
| 125. | Jake Zamansky          | 10     |
| 132. | Louis-Pierre Hélie     | 09     |
| 132. | Tim Jitloff            | 09     |
| 134. | Thomas Fanara          | 08     |
| 134. | Scott Macartney        | 08     |
| 134. | Matic Skube            | 08     |
| 137. | Björgvin Björgvinsson  | 07     |
| 137. | François Bourque       | 07     |
| 137. | Pierre-Emmanuel Dalcin | 07     |
| 137. | Nolan Kasper           |        |
| 141. | Mitja Dragšič          | 06     |
| 141. | Cornel Züger           | 06     |
| 143. | Wolfgang Hell          | 04     |
| 143. | Florian Scheiber       | 04     |
| 145. | Alexandre Bouillot     | 03     |
| 145. | Craig Branch           | 03     |
| 145. | Travis Ganong          | 03     |
| 148. | Omar Longhi            | 02     |
| 148. | Gašper Markič          | 02     |
| 150. | Ivan Ratkić            | 01     |

| Rang | Name                  | Punkte |
| ---- | --------------------- | ------ |
| 1.   | Lindsey Vonn          | 1671   |
| 2.   | Maria Riesch          | 1516   |
| 3.   | Anja Pärson           | 1047   |
| 4.   | Tina Maze             | 0943   |
| 5.   | Kathrin Zettel        | 0938   |
| 6.   | Elisabeth Görgl       | 0591   |
| 7.   | Fabienne Suter        | 0568   |
| 8.   | Kathrin Hölzl         | 0527   |
| 9.   | Ingrid Jacquemod      | 0518   |
| 10.  | Andrea Fischbacher    | 0486   |
| 11.  | Tanja Poutiainen      | 0465   |
| 12.  | Nadia Styger          | 0459   |
| 13.  | Maria Pietilä Holmner | 0457   |
| 14.  | Sandrine Aubert       | 0430   |
| 15.  | Marlies Schild        | 0420   |
| 16.  | Viktoria Rebensburg   | 0415   |
| 17.  | Nadja Kamer           | 0402   |
| 18.  | Šárka Záhrobská       | 0373   |
| 19.  | Michaela Kirchgasser  | 0360   |
| 20.  | Emily Brydon          | 0359   |
| 20.  | Julia Mancuso         | 0359   |
| 22.  | Manuela Mölgg         | 0342   |
| 23.  | Marie Marchand-Arvier | 0319   |
| 24.  | Dominique Gisin       | 0271   |
| 25.  | Susanne Riesch        | 0270   |
| 26.  | Anna Fenninger        | 0260   |
| 27.  | Andrea Dettling       | 0236   |
| 28.  | Nadia Fanchini        | 0216   |
| 28.  | Johanna Schnarf       | 0216   |
| 30.  | Marion Rolland        | 0211   |
| 30.  | Martina Schild        | 0211   |
| 32   | Denise Karbon         | 0202   |
| 33.  | Fränzi Aufdenblatten  | 0199   |
| 33.  | Lucia Recchia         | 0199   |
| 35.  | Daniela Merighetti    | 0197   |
| 36.  | Tessa Worley          | 0192   |
| 37.  | Britt Janyk           | 0190   |
| 38.  | Christina Geiger      | 0187   |
| 39.  | Chemmy Alcott         | 0183   |
| 40.  | Eva-Maria Brem        | 0181   |
| 41.  | Eva-Maria Brem        | 0181   |
| 42.  | Gina Stechert         | 0175   |
| 43.  | Federica Brignone     | 0170   |

| Rang | Name                    | Punkte |
| ---- | ----------------------- | ------ |
| 44.  | Maruša Ferk             | 0169   |
| 45.  | Nicole Gius             | 165    |
| 46.  | Katharina Dürr          | 162    |
| 47.  | Fanny Chmelar           | 161    |
| 48.  | Jessica Lindell-Vikarby | 154    |
| 49.  | Taïna Barioz            | 149    |
| 50.  | Aurélie Revillet        | 147    |
| 51.  | Ana Jelušić             | 130    |
| 52.  | Elena Fanchini          | 128    |
| 53.  | Sarah Schleper          | 126    |
| 54.  | Giulia Gianesini        | 121    |
| 55.  | Stacey Cook             | 120    |
| 56.  | Tina Weirather          | 115    |
| 57.  | Alice McKennis          | 112    |
| 58.  | Sanni Leinonen          | 094    |
| 59.  | Frida Hansdotter        | 089    |
| 60.  | Maria Holaus            | 088    |
| 61.  | Nastasia Noens          | 087    |
| 62.  | Brigitte Acton          | 082    |
| 63.  | Chiara Costazza         | 081    |
| 64.  | Therese Borssén         | 080    |
| 65.  | Regina Mader            | 077    |
| 66.  | Stefanie Köhle          | 076    |
| 67.  | Anémone Marmottan       | 074    |
| 68.  | Chelsea Marshall        | 071    |
| 69.  | Olivia Bertrand         | 070    |
| 70.  | Rabea Grand             | 068    |
| 71.  | Marianne Abderhalden    | 066    |
| 72.  | Anne-Sophie Barthet     | 064    |
| 72.  | Anna Goodman            | 064    |
| 72.  | Mona Løseth             | 064    |
| 72.  | Leanne Smith            | 064    |
| 72.  | Kelly VanderBeek        | 064    |
| 77.  | Shona Rubens            | 053    |
| 78.  | Monika Dumermuth        | 052    |
| 78.  | Nicole Schmidhofer      | 052    |
| 80.  | Camilla Alfieri         | 050    |
| 80.  | Irene Curtoni           | 050    |
| 80.  | Claire Dautherives      | 050    |
| 83.  | Carolina Ruiz Castillo  | 048    |
| 84.  | Marion Bertrand         | 047    |
| 85.  | Lena Dürr               | 045    |
| 86.  | Kajsa Kling             | 044    |

| Rang | Name                       | Punkte |
| ---- | -------------------------- | ------ |
| 87.  | Ramona Siebenhofer         | 040    |
| 88.  | Nika Fleiss                | 036    |
| 89.  | Nina Perner                | 35     |
| 90.  | Aline Bonjour              | 34     |
| 91.  | Veronika Zuzulová          | 32     |
| 92.  | Marina Nigg                | 29     |
| 92.  | Larisa Yurkiw              | 29     |
| 94.  | Verena Stuffer             | 27     |
| 95.  | Marion Pellissier          | 26     |
| 96.  | Margret Altacher           | 23     |
| 96.  | Isabelle Stiepel           | 23     |
| 98.  | Nina Løseth                | 22     |
| 98.  | Marianne Mair              | 22     |
| 100. | Denise Feierabend          | 21     |
| 100. | Marie-Michèle Gagnon       | 21     |
| 100. | Megan McJames              |        |
| 103. | Anja Blieninger            | 20     |
| 104. | Lotte Smiseth Sejersted    | 19     |
| 105. | Karin Hackl                | 18     |
| 105. | Lene Løseth                | 18     |
| 105. | Jelena Lolović             | 18     |
| 108. | Kaylin Richardson          | 17     |
| 109. | Margot Bailet              | 16     |
| 110. | Hailey Duke                | 14     |
| 110. | Wendy Siorpaes             | 14     |
| 112. | Laurenne Ross              | 13     |
| 113. | Agnieszka Gąsienica-Daniel | 11     |
| 113. | Keely Kelleher             | 11     |
| 113. | Klára Křížová              | 11     |
| 116. | Christina Staudinger       | 10     |
| 117. | Sara Hector                | 09     |
| 118. | Edit Miklós                | 08     |
| 119. | Aita Camastral             | 07     |
| 119. | Lucia Mazzotti             | 07     |
| 119. | Jessica Pünchera           | 07     |
| 122. | Camilla Borsotti           | 06     |
| 122. | Marie-Pier Préfontaine     | 06     |
| 124. | Jelena Prostewa            | 05     |
| 125. | Barbara Wirth              | 03     |
| 126. | Kristina Rove              | 02     |
| 126. | Georgia Simmerling         | 02     |
| 128. | Erin Mielzynski            | 1      |

### Abfahrt
| Rang | Athlet                 | Punkte |
| ---- | ---------------------- | ------ |
| 1    | Didier Cuche           | 528    |
| 2    | Carlo Janka            | 448    |
| 3    | Werner Heel            | 292    |
| 4    | Manuel Osborne-Paradis | 281    |
| 5    | Mario Scheiber         | 273    |
| 6    | Michael Walchhofer     | 260    |
| 7    | Aksel Lund Svindal     | 248    |
| 8    | Didier Défago          | 230    |
| 9    | Marco Büchel           | 202    |
| 10   | Andrej Šporn           | 189    |
| 11   | Andrej Jerman          | 173    |
| 12   | Klaus Kröll            | 164    |
| 13   | Hans Grugger           | 156    |
| 13   | Erik Guay              | 156    |
| 13   | Hans Olsson            | 156    |
| 16   | Patrick Küng           | 150    |
| 17   | Bode Miller            | 110    |
| 18   | Ambrosi Hoffmann       | 105    |
| 19   | Johan Clarey           | 104    |
| 20   | David Poisson          | 100    |
| 21   | Tobias Grünenfelder    | 99     |
| 22   | Robbie Dixon           | 94     |
| 23   | Ivica Kostelić         | 86     |
| 24   | Patrik Järbyn          | 84     |
| 25   | Romed Baumann          | 80     |

| Rang | Athletin              | Punkte |
| ---- | --------------------- | ------ |
| 1    | Lindsey Vonn          | 725    |
| 2    | Maria Riesch          | 556    |
| 3    | Anja Pärson           | 385    |
| 4    | Ingrid Jacquemod      | 271    |
| 5    | Nadja Kamer           | 266    |
| 6    | Emily Brydon          | 219    |
| 7    | Fabienne Suter        | 200    |
| 8    | Daniela Merighetti    | 179    |
| 9    | Julia Mancuso         | 176    |
| 9    | Marion Rolland        | 176    |
| 11   | Nadia Styger          | 168    |
| 12   | Aurélie Revillet      | 147    |
| 13   | Johanna Schnarf       | 137    |
| 14   | Dominique Gisin       | 117    |
| 15   | Andrea Fischbacher    | 113    |
| 15   | Lucia Recchia         | 113    |
| 17   | Stacey Cook           | 109    |
| 18   | Britt Janyk           | 108    |
| 19   | Marie Marchand-Arvier | 104    |
| 20   | Alice McKennis        | 103    |
| 21   | Gina Stechert         | 92     |
| 22   | Fränzi Aufdenblatten  | 86     |
| 23   | Nadia Fanchini        | 81     |
| 24   | Elena Fanchini        | 74     |
| 25   | Tina Maze             | 67     |

### Super-G
| Rang | Athlet                 | Punkte |
| ---- | ---------------------- | ------ |
| 1    | Erik Guay              | 331    |
| 2    | Michael Walchhofer     | 316    |
| 3    | Aksel Lund Svindal     | 314    |
| 4    | Benjamin Raich         | 210    |
| 5    | Mario Scheiber         | 199    |
| 6    | Carlo Janka            | 192    |
| 7    | Hannes Reichelt        | 186    |
| 8    | Didier Cuche           | 184    |
| 9    | Manuel Osborne-Paradis | 172    |
| 10   | Patrick Staudacher     | 159    |
| 11   | Tobias Grünenfelder    | 148    |
| 12   | Didier Défago          | 147    |
| 13   | Georg Streitberger     | 128    |
| 14   | Ted Ligety             | 119    |
| 15   | Ivica Kostelić         | 116    |
| 16   | Adrien Théaux          | 110    |
| 17   | Werner Heel            | 90     |
| 18   | Bode Miller            | 88     |
| 19   | Aleš Gorza             | 86     |
| 20   | Robbie Dixon           | 77     |
| 21   | Christof Innerhofer    | 72     |
| 22   | Andrej Jerman          | 70     |
| 23   | Andrew Weibrecht       | 62     |
| 24   | Marco Büchel           | 59     |
| 25   | Klaus Kröll            | 50     |

| Rang | Athletin                | Punkte |
| ---- | ----------------------- | ------ |
| 1    | Lindsey Vonn            | 620    |
| 2    | Elisabeth Görgl         | 300    |
| 3    | Nadia Styger            | 291    |
| 4    | Fabienne Suter          | 266    |
| 5    | Andrea Fischbacher      | 239    |
| 6    | Ingrid Jacquemod        | 224    |
| 7    | Anja Pärson             | 221    |
| 8    | Tina Maze               | 200    |
| 9    | Maria Riesch            | 184    |
| 10   | Marie Marchand-Arvier   | 175    |
| 11   | Andrea Dettling         | 172    |
| 12   | Dominique Gisin         | 140    |
| 13   | Nadia Fanchini          | 135    |
| 13   | Anna Fenninger          | 135    |
| 15   | Martina Schild          | 133    |
| 16   | Julia Mancuso           | 124    |
| 17   | Nadja Kamer             | 120    |
| 18   | Fränzi Aufdenblatten    | 113    |
| 19   | Emily Brydon            | 93     |
| 20   | Lucia Recchia           | 86     |
| 21   | Viktoria Rebensburg     | 82     |
| 21   | Britt Janyk             | 82     |
| 23   | Jessica Lindell-Vikarby | 81     |
| 24   | Chemmy Alcott           | 76     |
| 25   | Tina Weirather          | 60     |

### Riesenslalom
| Rang | Athlet                   | Punkte |
| ---- | ------------------------ | ------ |
| 1    | Ted Ligety               | 412    |
| 2    | Carlo Janka              | 341    |
| 3    | Benjamin Raich           | 331    |
| 4    | Davide Simoncelli        | 311    |
| 5    | Massimiliano Blardone    | 309    |
| 6    | Marcel Hirscher          | 306    |
| 7    | Kjetil Jansrud           | 294    |
| 8    | Aksel Lund Svindal       | 211    |
| 9    | Didier Cuche             | 207    |
| 10   | Alexander Ploner         | 186    |
| 11   | Cyprien Richard          | 180    |
| 12   | Philipp Schörghofer      | 170    |
| 13   | Manfred Mölgg            | 167    |
| 14   | Romed Baumann            | 164    |
| 15   | Alberto Schieppati       | 86     |
| 16   | Sandro Viletta           | 84     |
| 17   | Marc Berthod             | 79     |
| 18   | Steve Missillier         | 78     |
| 19   | Michael Gufler           | 76     |
| 20   | Truls Ove Karlsen        | 72     |
| 21   | Ivica Kostelić           | 71     |
| 21   | Hannes Reichelt          | 71     |
| 23   | Ondřej Bank              | 63     |
| 24   | Markus Larsson           | 60     |
| 25   | Thomas Mermillod Blondin | 53     |

| Rang | Athletin              | Punkte |
| ---- | --------------------- | ------ |
| 1    | Kathrin Hölzl         | 471    |
| 2    | Kathrin Zettel        | 394    |
| 3    | Tina Maze             | 372    |
| 4    | Viktoria Rebensburg   | 271    |
| 5    | Tanja Poutiainen      | 263    |
| 6    | Maria Pietilä Holmner | 252    |
| 7    | Manuela Mölgg         | 229    |
| 8    | Maria Riesch          | 203    |
| 9    | Denise Karbon         | 182    |
| 10   | Anja Pärson           | 179    |
| 11   | Eva-Maria Brem        | 177    |
| 12   | Federica Brignone     | 170    |
| 13   | Tessa Worley          | 161    |
| 14   | Taïna Barioz          | 142    |
| 15   | Michaela Kirchgasser  | 136    |
| 16   | Giulia Gianesini      | 121    |
| 17   | Andrea Fischbacher    | 112    |
| 18   | Nicole Gius           | 74     |
| 19   | Olivia Bertrand       | 70     |
| 20   | Elisabeth Görgl       | 67     |
| 20   | Sarah Schleper        | 67     |
| 22   | Stefanie Köhle        | 60     |
| 23   | Camilla Alfieri       | 50     |
| 24   | Marion Bertrand       | 47     |
| 25   | Irene Curtoni         | 45     |

### Slalom
| Rang | Athlet            | Punkte |
| ---- | ----------------- | ------ |
| 1    | Reinfried Herbst  | 534    |
| 2    | Julien Lizeroux   | 512    |
| 3    | Silvan Zurbriggen | 365    |
| 4    | Ivica Kostelić    | 360    |
| 5    | Felix Neureuther  | 329    |
| 6    | Benjamin Raich    | 304    |
| 7    | Manfred Pranger   | 282    |
| 8    | Marcel Hirscher   | 281    |
| 9    | Michael Janyk     | 267    |
| 10   | Mattias Hargin    | 228    |
| 11   | Giuliano Razzoli  | 224    |
| 12   | Manfred Mölgg     | 211    |
| 13   | André Myhrer      | 193    |
| 14   | Julien Cousineau  | 161    |
| 15   | Steve Missillier  | 138    |
| 16   | Mitja Valenčič    | 126    |
| 17   | Lars Elton Myhre  | 120    |
| 18   | Urs Imboden       | 115    |
| 19   | Axel Bäck         | 110    |
| 20   | Jimmy Cochran     | 100    |
| 21   | Akira Sasaki      | 94     |
| 22   | Marc Gini         | 77     |
| 23   | Naoki Yuasa       | 70     |
| 24   | Ted Ligety        | 65     |
| 24   | Brad Spence       | 65     |

| Rang | Athletin              | Punkte |
| ---- | --------------------- | ------ |
| 1    | Maria Riesch          | 493    |
| 2    | Kathrin Zettel        | 490    |
| 3    | Marlies Schild        | 420    |
| 4    | Sandrine Aubert       | 406    |
| 5    | Šárka Záhrobská       | 347    |
| 6    | Tina Maze             | 272    |
| 7    | Susanne Riesch        | 270    |
| 8    | Maria Pietilä Holmner | 205    |
| 9    | Tanja Poutiainen      | 202    |
| 10   | Christina Geiger      | 187    |
| 11   | Katharina Dürr        | 162    |
| 12   | Fanny Chmelar         | 161    |
| 13   | Ana Jelušić           | 130    |
| 14   | Lindsey Vonn          | 125    |
| 15   | Manuela Mölgg         | 113    |
| 16   | Anja Pärson           | 112    |
| 17   | Nicole Gius           | 90     |
| 18   | Frida Hansdotter      | 89     |
| 19   | Nastasia Noens        | 87     |
| 20   | Sanni Leinonen        | 85     |
| 21   | Brigitte Acton        | 82     |
| 22   | Chiara Costazza       | 81     |
| 23   | Therese Borssén       | 80     |
| 24   | Michaela Kirchgasser  | 65     |
| 25   | Anna Goodman          | 64     |

### Kombination
| Rang | Athlet              | Punkte |
| ---- | ------------------- | ------ |
| 1    | Benjamin Raich      | 246    |
| 2    | Carlo Janka         | 216    |
| 3    | Ivica Kostelić      | 172    |
| 4    | Silvan Zurbriggen   | 166    |
| 5    | Bode Miller         | 145    |
| 6    | Romed Baumann       | 134    |
| 7    | Natko Zrnčić-Dim    | 127    |
| 8    | Didier Défago       | 109    |
| 9    | Aksel Lund Svindal  | 101    |
| 10   | Kjetil Jansrud      | 88     |
| 10   | Julien Lizeroux     | 88     |
| 12   | Marcel Hirscher     | 80     |
| 13   | Manfred Mölgg       | 76     |
| 14   | Ted Ligety          | 71     |
| 15   | Sandro Viletta      | 69     |
| 16   | Ondřej Bank         | 68     |
| 17   | Christof Innerhofer | 64     |
| 18   | Beat Feuz           | 60     |
| 19   | Adrien Théaux       | 58     |
| 20   | Markus Larsson      | 56     |

| Rang | Athletin              | Punkte |
| ---- | --------------------- | ------ |
| 1    | Lindsey Vonn          | 160    |
| 2    | Anja Pärson           | 150    |
| 3    | Michaela Kirchgasser  | 130    |
| 4    | Elisabeth Görgl       | 110    |
| 5    | Maria Riesch          | 80     |
| 6    | Anna Fenninger        | 60     |
| 6    | Fabienne Suter        | 60     |
| 8    | Chemmy Alcott         | 53     |
| 9    | Johanna Schnarf       | 49     |
| 10   | Emily Brydon          | 47     |
| 11   | Marie Marchand-Arvier | 40     |
| 12   | Gina Stechert         | 39     |
| 13   | Maruša Ferk           | 34     |
| 14   | Tina Maze             | 32     |
| 14   | Kathrin Zettel        | 32     |
| 16   | Marion Pellissier     | 26     |
| 16   | Shona Rubens          | 26     |
| 18   | Sandrine Aubert       | 24     |
| 19   | Isabelle Stiepel      | 23     |
| 20   | Andrea Fischbacher    | 21     |

## Podestplatzierungen Herren

### Abfahrt
| Datum      | Ort                          | 1. Platz               | 2. Platz               | 3. Platz                      |
| ---------- | ---------------------------- | ---------------------- | ---------------------- | ----------------------------- |
| 28.11.2009 | Lake Louise (CAN)            | Didier Cuche           | Werner Heel            | Carlo Janka                   |
| 05.12.2009 | Beaver Creek (USA)           | Carlo Janka            | Didier Cuche           | Aksel Lund Svindal            |
| 19.12.2009 | Gröden (ITA)                 | Manuel Osborne-Paradis | Mario Scheiber         | Johan Clarey Ambrosi Hoffmann |
| 29.12.2009 | Bormio (ITA)                 | Andrej Jerman          | Didier Défago          | Michael Walchhofer            |
| 16.01.2010 | Wengen (SUI)                 | Carlo Janka            | Manuel Osborne-Paradis | Marco Büchel                  |
| 23.01.2010 | Kitzbühel (AUT)              | Didier Cuche           | Andrej Šporn           | Werner Heel                   |
| 06.03.2010 | Kvitfjell (NOR)              | Didier Cuche           | Aksel Lund Svindal     | Klaus Kröll                   |
| 10.03.2010 | Garmisch-Partenkirchen (GER) | Carlo Janka            | Mario Scheiber         | Erik Guay Patrick Küng        |

### Super-G
| Datum      | Ort                          | 1. Platz               | 2. Platz           | 3. Platz                               |
| ---------- | ---------------------------- | ---------------------- | ------------------ | -------------------------------------- |
| 29.11.2009 | Lake Louise (CAN)            | Manuel Osborne-Paradis | Benjamin Raich     | Michael Walchhofer                     |
| 12.12.2009 | Val-d’Isère (FRA)            | Michael Walchhofer     | Ted Ligety         | Werner Heel                            |
| 18.12.2009 | Gröden (ITA)                 | Aksel Lund Svindal     | Carlo Janka        | Patrick Staudacher                     |
| 22.01.2010 | Kitzbühel (AUT)              | Didier Cuche           | Michael Walchhofer | Georg Streitberger                     |
| 07.03.2010 | Kvitfjell (NOR)              | Erik Guay              | Hannes Reichelt    | Tobias Grünenfelder Aksel Lund Svindal |
| 11.03.2010 | Garmisch-Partenkirchen (GER) | Erik Guay              | Ivica Kostelić     | Aksel Lund Svindal                     |

### Riesenslalom
| Datum      | Ort                          | 1. Platz | 2. Platz | 3. Platz |
| ---------- | ---------------------------- | --- | --- | --- |
| 25.10.2009 | Sölden (AUT)                 | Didier Cuche                                                                                                  | Ted Ligety | Carlo Janka                                                                                                   |
| 06.12.2009 | Beaver Creek (USA)           | Carlo Janka                                                                                                   | Benjamin Raich                                                                                                | Aksel Lund Svindal                                                                                            |
| 13.12.2009 | Val-d’Isère (FRA)            | Marcel Hirscher                                                                                               | Massimiliano Blardone                                                                                         | Benjamin Raich                                                                                                |
| 20.12.2009 | Alta Badia (ITA)             | Massimiliano Blardone                                                                                         | Davide Simoncelli                                                                                             | Cyprien Richard                                                                                               |
| 09.01.2010 | Adelboden (SUI)              | Wegen dichten Nebels nach 58 Startern im 1. Lauf abgebrochen, am 29. Januar 2010 in Kranjska Gora nachgeholt. | Wegen dichten Nebels nach 58 Startern im 1. Lauf abgebrochen, am 29. Januar 2010 in Kranjska Gora nachgeholt. | Wegen dichten Nebels nach 58 Startern im 1. Lauf abgebrochen, am 29. Januar 2010 in Kranjska Gora nachgeholt. |
| 29.01.2010 | Kranjska Gora (SLO)          | Ted Ligety | Marcel Hirscher                                                                                               | Kjetil Jansrud                                                                                                |
| 30.01.2010 | Kranjska Gora (SLO)          | Marcel Hirscher                                                                                               | Kjetil Jansrud                                                                                                | Ted Ligety |
| 12.03.2010 | Garmisch-Partenkirchen (GER) | Carlo Janka                                                                                                   | Davide Simoncelli                                                                                             | Philipp Schörghofer Ted Ligety                                                                                |

### Slalom
| Datum      | Ort                          | 1. Platz         | 2. Platz          | 3. Platz             |
| ---------- | ---------------------------- | ---------------- | ----------------- | -------------------- |
| 15.11.2009 | Levi (FIN)                   | Reinfried Herbst | Ivica Kostelić    | Jean-Baptiste Grange |
| 21.12.2009 | Alta Badia (ITA)             | Reinfried Herbst | Silvan Zurbriggen | Manfred Pranger      |
| 06.01.2010 | Zagreb (CRO)                 | Giuliano Razzoli | Manfred Mölgg     | Julien Lizeroux      |
| 10.01.2010 | Adelboden (SUI)              | Julien Lizeroux  | Marcel Hirscher   | Ivica Kostelić       |
| 17.01.2010 | Wengen (SUI)                 | Ivica Kostelić   | André Myhrer      | Reinfried Herbst     |
| 24.01.2010 | Kitzbühel (AUT)              | Felix Neureuther | Julien Lizeroux   | Giuliano Razzoli     |
| 26.01.2010 | Schladming (AUT)             | Reinfried Herbst | Silvan Zurbriggen | Manfred Pranger      |
| 31.01.2010 | Kranjska Gora (SLO)          | Reinfried Herbst | Marcel Hirscher   | Julien Lizeroux      |
| 13.03.2010 | Garmisch-Partenkirchen (GER) | Felix Neureuther | Manfred Pranger   | André Myhrer         |

### Super-Kombination
| Datum      | Ort                | 1. Platz       | 2. Platz        | 3. Platz                    |
| ---------- | ------------------ | -------------- | --------------- | --------------------------- |
| 04.12.2009 | Beaver Creek (USA) | Carlo Janka    | Didier Défago   | Natko Zrnčić-Dim            |
| 11.12.2009 | Val-d’Isère (FRA)  | Benjamin Raich | Marcel Hirscher | Manfred Mölgg Romed Baumann |
| 15.01.2010 | Wengen (SUI)       | Bode Miller    | Carlo Janka     | Silvan Zurbriggen           |

### Kombination
| Datum          | Ort             | 1. Platz       | 2. Platz          | 3. Platz       |
| -------------- | --------------- | -------------- | ----------------- | -------------- |
| 23./24.01.2010 | Kitzbühel (AUT) | Ivica Kostelić | Silvan Zurbriggen | Benjamin Raich |

## Podestplatzierungen Damen

### Abfahrt
| Datum      | Ort                          | 1. Platz                                                             | 2. Platz                                                             | 3. Platz                                                             |
| ---------- | ---------------------------- | -------------------------------------------------------------------- | -------------------------------------------------------------------- | -------------------------------------------------------------------- |
| 04.12.2009 | Lake Louise (CAN)            | Lindsey Vonn                                                         | Emily Brydon                                                         | Maria Riesch                                                         |
| 05.12.2009 | Lake Louise (CAN)            | Lindsey Vonn                                                         | Maria Riesch                                                         | Emily Brydon                                                         |
| 19.12.2009 | Val-d’Isère (FRA)            | Wegen Schlechtwetter abgesagt, am 8. Januar 2010 in Haus nachgeholt. | Wegen Schlechtwetter abgesagt, am 8. Januar 2010 in Haus nachgeholt. | Wegen Schlechtwetter abgesagt, am 8. Januar 2010 in Haus nachgeholt. |
| 08.01.2010 | Haus im Ennstal (AUT)        | Lindsey Vonn                                                         | Anja Pärson                                                          | Maria Riesch                                                         |
| 09.01.2010 | Haus im Ennstal (AUT)        | Lindsey Vonn                                                         | Nadja Kamer                                                          | Ingrid Jacquemod                                                     |
| 23.01.2010 | Cortina d’Ampezzo (ITA)      | Lindsey Vonn                                                         | Maria Riesch                                                         | Anja Pärson Nadja Kamer                                              |
| 30.01.2010 | St. Moritz (SUI)             | Maria Riesch                                                         | Ingrid Jacquemod                                                     | Fabienne Suter                                                       |
| 06.03.2010 | Crans-Montana (SUI)          | Lindsey Vonn                                                         | Johanna Schnarf                                                      | Marianne Abderhalden                                                 |
| 10.03.2010 | Garmisch-Partenkirchen (GER) | Maria Riesch                                                         | Lindsey Vonn                                                         | Anja Pärson                                                          |

### Super-G
| Datum      | Ort                          | 1. Platz             | 2. Platz                                 | 3. Platz                      |
| ---------- | ---------------------------- | -------------------- | ---------------------------------------- | ----------------------------- |
| 06.12.2009 | Lake Louise (CAN)            | Elisabeth Görgl      | Lindsey Vonn                             | Ingrid Jacquemod              |
| 20.12.2009 | Val-d’Isère (FRA)            | Fränzi Aufdenblatten | Nadia Styger                             | Lindsey Vonn                  |
| 10.01.2010 | Haus im Ennstal (AUT)        | Lindsey Vonn         | Anja Pärson                              | Nadia Fanchini Martina Schild |
| 22.01.2010 | Cortina d’Ampezzo (ITA)      | Lindsey Vonn         | Fabienne Suter                           | Anja Pärson                   |
| 31.01.2010 | St. Moritz (SUI)             | Lindsey Vonn         | Andrea Fischbacher Marie Marchand-Arvier | –                             |
| 07.03.2010 | Crans-Montana (SUI)          | Dominique Gisin      | Lindsey Vonn                             | Julia Mancuso                 |
| 12.03.2010 | Garmisch-Partenkirchen (GER) | Lindsey Vonn         | Elisabeth Görgl                          | Nadia Styger                  |

### Riesenslalom
| Datum      | Ort                          | 1. Platz         | 2. Platz            | 3. Platz          |
| ---------- | ---------------------------- | ---------------- | ------------------- | ----------------- |
| 24.10.2009 | Sölden (AUT)                 | Tanja Poutiainen | Kathrin Zettel      | Denise Karbon     |
| 28.11.2009 | Aspen (USA)                  | Kathrin Hölzl    | Kathrin Zettel      | Federica Brignone |
| 12.12.2009 | Åre (SWE)                    | Tessa Worley     | Tina Maze           | Kathrin Zettel    |
| 28.12.2009 | Lienz (AUT)                  | Kathrin Hölzl    | Manuela Mölgg       | Taïna Barioz      |
| 16.01.2010 | Maribor (SLO)                | Kathrin Zettel   | Maria Riesch        | Anja Pärson       |
| 24.01.2010 | Cortina d’Ampezzo (ITA)      | Tanja Poutiainen | Viktoria Rebensburg | Kathrin Hölzl     |
| 11.03.2010 | Garmisch-Partenkirchen (GER) | Tina Maze        | Kathrin Hölzl       | Maria Riesch      |

### Slalom
| Datum      | Ort                          | 1. Platz        | 2. Platz        | 3. Platz         |
| ---------- | ---------------------------- | --------------- | --------------- | ---------------- |
| 14.11.2009 | Levi (FIN)                   | Maria Riesch    | Lindsey Vonn    | Tanja Poutiainen |
| 29.11.2009 | Aspen (USA)                  | Šárka Záhrobská | Marlies Schild  | Kathrin Zettel   |
| 13.12.2009 | Åre (SWE)                    | Sandrine Aubert | Maria Riesch    | Susanne Riesch   |
| 29.12.2009 | Lienz (AUT)                  | Marlies Schild  | Sandrine Aubert | Kathrin Zettel   |
| 03.01.2010 | Zagreb (CRO)                 | Sandrine Aubert | Kathrin Zettel  | Susanne Riesch   |
| 12.01.2010 | Flachau (AUT)                | Marlies Schild  | Maria Riesch    | Kathrin Zettel   |
| 17.01.2010 | Maribor (SLO)                | Kathrin Zettel  | Tina Maze       | Maria Riesch     |
| 13.03.2010 | Garmisch-Partenkirchen (GER) | Marlies Schild  | Kathrin Zettel  | Maria Riesch     |

### Super-Kombination
| Datum      | Ort                 | 1. Platz                                                               | 2. Platz                                                               | 3. Platz                                                               |
| ---------- | ------------------- | ---------------------------------------------------------------------- | ---------------------------------------------------------------------- | ---------------------------------------------------------------------- |
| 18.12.2009 | Val-d’Isère (FRA)   | Lindsey Vonn                                                           | Maria Riesch                                                           | Elisabeth Görgl                                                        |
| 29.01.2010 | St. Moritz (SUI)    | Anja Pärson                                                            | Michaela Kirchgasser                                                   | Lindsey Vonn                                                           |
| 05.03.2010 | Crans-Montana (SUI) | Wegen zu starker Windböen abgesagt, Wettbewerb wurde nicht nachgeholt. | Wegen zu starker Windböen abgesagt, Wettbewerb wurde nicht nachgeholt. | Wegen zu starker Windböen abgesagt, Wettbewerb wurde nicht nachgeholt. |

## Teamwettbewerb
| Datum      | Ort                          | 1. Platz                                                           | 2. Platz                                                                             | 3. Platz                                                                                                   |
| ---------- | ---------------------------- | ------------------------------------------------------------------ | ------------------------------------------------------------------------------------ | --- |
| 14.03.2010 | Garmisch-Partenkirchen (GER) | TschechienLucie Hrstková Šárka Záhrobská Ondřej Bank Kryštof Krýzl | SchweizNadja Kamer Nadia Styger Fabienne Suter Marc Berthod Marc Gini Sandro Viletta | ÖsterreichElisabeth Görgl Michaela Kirchgasser Kathrin Zettel Romed Baumann Marcel Hirscher Benjamin Raich |

## Nationencup
| Rang | Land                   | Punkte |
| ---- | ---------------------- | ------ |
| 1    | Österreich             | 9207   |
| 2    | Schweiz                | 7263   |
| 3    | Italien                | 5093   |
| 4    | Frankreich             | 4428   |
| 5    | Vereinigte Staaten     | 4005   |
| 6    | Deutschland            | 4000   |
| 7    | Schweden               | 3006   |
| 8    | Kanada                 | 2723   |
| 9    | Slowenien              | 1946   |
| 10   | Norwegen               | 1724   |
| 11   | Kroatien               | 1371   |
| 12   | Tschechien             | 1013   |
| 13   | Finnland               | 561    |
| 14   | Liechtenstein          | 405    |
| 15   | Japan                  | 192    |
| 16   | Vereinigtes Königreich | 183    |
| 17   | Moldau                 | 115    |
| 18   | Spanien                | 48     |
| 19   | Slowakei               | 32     |
| 20   | Russland               | 21     |
| 21   | Serbien                | 18     |
| 22   | Polen                  | 11     |
| 23   | Bulgarien              | 10     |
| 24   | Rumänien               | 8      |
| 25   | Island                 | 7      |
| 26   | Australien             | 3      |

| Rang | Land               | Punkte |
| ---- | ------------------ | ------ |
| 1    | Österreich         | 5467   |
| 2    | Schweiz            | 4502   |
| 3    | Italien            | 2903   |
| 4    | Frankreich         | 2024   |
| 5    | Kanada             | 1852   |
| 6    | Norwegen           | 1601   |
| 7    | Vereinigte Staaten | 1532   |
| 8    | Schweden           | 1126   |
| 9    | Kroatien           | 1105   |
| 10   | Slowenien          | 834    |
| 11   | Deutschland        | 439    |
| 12   | Tschechien         | 429    |
| 13   | Liechtenstein      | 261    |
| 14   | Japan              | 192    |
| 15   | Moldau             | 115    |
| 16   | Russland           | 16     |
| 17   | Bulgarien          | 10     |
| 18   | Island             | 7      |
| 19   | Australien         | 3      |

| Rang | Land                   | Punkte |
| ---- | ---------------------- | ------ |
| 1    | Österreich             | 3740   |
| 2    | Deutschland            | 3561   |
| 3    | Schweiz                | 2761   |
| 4    | Vereinigte Staaten     | 2473   |
| 5    | Frankreich             | 2404   |
| 6    | Italien                | 2190   |
| 7    | Schweden               | 1880   |
| 8    | Slowenien              | 1112   |
| 9    | Kanada                 | 871    |
| 10   | Tschechien             | 584    |
| 11   | Finnland               | 561    |
| 12   | Kroatien               | 266    |
| 13   | Vereinigtes Königreich | 183    |
| 14   | Liechtenstein          | 144    |
| 15   | Norwegen               | 123    |
| 16   | Spanien                | 48     |
| 17   | Slowakei               | 32     |
| 18   | Serbien                | 18     |
| 19   | Polen                  | 11     |
| 20   | Rumänien               | 8      |
| 21   | Russland               | 5      |

## Saisonverlauf

### Verletzungen
Herren:
- Beim Riesenslalomtraining in Ushuaia (Argentinien) musste Peter Fill am 23. August einen Sehnenriss des Bauchmuskeladduktors und eine beschädigte Sehne des Oberschenkelmuskels hinnehmen. Nach einer Operation[1] und mehrmonatiger Rekonvaleszenz gelang ihm mit Rang 8 bei der Lauberhorn-Abfahrt (16. Januar) ein zufriedenstellendes Comeback, womit er sich noch für die Olympischen Spiele qualifizierte.
- Der Techniker Marcus Sandell kam am 28. September beim Training des finnischen Teams im Pitztal von der Piste ab und stürzte auf ein Geröllfeld, wobei er Verletzungen an der Niere, der Milz und dem Rückgrat erlitt und sich außerdem das Nasenbein und das Handgelenk brach. Eine Niere musste entfernt werden.
- Mit einem offenen Schien- und Wadenbeinbruch links endete für Abfahrtsweltmeister John Kucera der Super-G von Lake Louise (29. November); diese Verletzung brachte ihm letztlich eine dreijährige Absenz von Weltcuprennen.
- Saisonschluss für Max Franz, der sich am 2. Dezember beim ersten Training für die Abfahrt in Beaver Creek, ohne gestürzt zu sein, einen Riss des vorderen Kreuzbandes im rechten Knie zuzog.
- Beaver Creek brachte bei den Abfahrtstrainings auch für Pierre-Emmanuel Dalcin und Rainer Schönfelder und beim Riesenslalomtraining für Jean-Baptiste Grange Verletzungen. Dalcin erlitt einen Kreuz- und Innenbänderriss in beiden Knien, eine Gehirnerschütterung, Gesichtsblessuren, einen Speichenbruch in der rechten Hand und eine Schultersubluxation. Schönfelder mit Einriss des linken Meniskus im linken Knie konnte zwar am 6. Januar zum Slalom in Zagreb zurückkehren, doch dauerte seine Fahrt dort nur 12 Sekunden (er war in den Startlisten weit zurückgefallen und trug die Nr. 32). Bei Grange war es ein Kreuzbandriss im rechten Knie.
- Bei Tobias Stechert wurde, nachdem er sich am 16. Dezember, dies ohne Sturz, beim ersten Training zur Weltcup-Abfahrt in Gröden nach einem weiten Sprung mit Landung auf dem Außenski verletzt hatte, bei der Kernspintomographie der zweite Kreuzbandriss seiner Karriere festgestellt.[2]
- Der Kanadier Jean-Philippe Roy hatte am 13. Dezember beim Riesenslalom in Val d’Isère im ersten Durchgang einen Kreuzbandriss erlitten.
- Nicht genug der Verletzungen bei der kanadischen Team: Nur wenige Tage später, am 18. Dezember, zog sich François Bourque beim Super-G in Gröden, ohne gestürzt zu sein, einen Kreuzbandriss am rechten Knie zu, womit für ihn  zum zweiten Mal in Folge ein Weltcup-Winter schon im frühesten Stadium verletzungsbedingt endete.[3]
- Beim Riesenslalom in Alta Badia (20. Dezember) verletzte sich der mit Nr. 23 angetretene Sandro Viletta im ersten Lauf an der linken Hand, belegte Rang 19, erlitt aber im Ziel einen Kollaps (wahrscheinlich durch die ungewöhnliche Kälte bei Minus 15 Grad Celsius hervorgerufen, die auch anderen Läufern zu schaffen gemacht hatte); trotzdem konnte er zum 2. Durchgang antreten und klassierte sich auf Schlussrang 25.
- Am 8. Januar erlitt Giorgio Rocca bei einem Training in Domibianca eine Leistenverletzung; da er dadurch für die bevorstehenden Olympischen Spiele ausfiel, gab er sein Karriereende bekannt.
- Didier Cuche brach sich beim Riesenslalom in Kranjska Gora (29. Januar) den Daumen der rechten Hand, als er knapp vor dem Ziel stürzte (und noch die Zeitnehmung auslöste, aber disqualifiziert wurde).

Damen:
- Relativ glimpflich kam Lara Gut am 29. September nach einem Sturz beim Training in Saas-Fee davon, bei dem sie sich die rechte Hüfte ausgerenkt hatte. Diese wurde im Spital von Visp unter Vollnarkose wieder eingerenkt, danach wurde die Tessinerin zu näheren Abklärungen zu einem Spezialisten nach Bern gebracht, wo nach Röntgen- und MRI-Untersuchungen keine weiteren Verletzungen festgestellt wurden.
- Am 24. Oktober in Sölden, damit bei ihrem Comeback im Weltcup (nach ihrer Verletzung beim Einfahren für den Slalom in Zagreb am 4. Januar 2009 und lediglich dem Antreten als Titelverteidigerin im Weltmeisterschafts-Riesenslalom am 12. Februar), stürzte die in der Startliste zurückgerutschte Nicole Hosp (Nr. 23) und fiel mit einem Riss des Kreuzbandes im rechten Knie für die weitere Saison aus.
- Für Resi Stiegler, die sich vor nicht ganz 2 Jahren in Lienz und dann auch noch im Sommer 2008 schwer verletzt hatte, kam am 19. November beim Riesenslalomtraining in Copper Mountain das Saison-Aus durch einen Oberschenkel- und Schienbeinbruch im linken Bein.
- Die mit Nr. 21 gestartete Sandra Gini zog sich bei ihrem Sturz im ersten Durchgang beim Slalom in Aspen (29. November) einen Kreuzbandriss im linken Knie zu.
- Das kanadische Team wurde (nach John Kucera und Jean-Philippe Roy) erneut von Verletzungen heimgesucht, diesmal an zwei Tagen hintereinander bei den Trainings für die Abfahrt in Val-d’Isère, als Larisa Yurkiw einen Riss beider Kreuzbänder im linken Knie am 16. Dezember und Kelly VanderBeek am 17. Dezember auch einen Kreuzbandriss im linken Knie erlitten.

Außerdem musste auch die unbekannte Französin Aurelia Urbain einen Kreuzbandriss hinnehmen.
- Am 8. Januar endete die Saison für Maria Holaus, die kurz vor 9 Uhr beim Einfahren am ersten Sprung für die am selben Tag ab 11.30 Uhr stattfindende „Val-d’Isère-Ersatzabfahrt“ in Haus im Ennstal einen Bruch des rechten Außenknöchels erlitt.
- Bei der Abfahrt in Cortina d’Ampezzo zog sich Tina Weirather bei einem Sturz ihren vierten Kreuzbandriss zu.
- Im Super-G in St. Moritz (31. Januar) führte ein Sturz der bereits in der Vergangenheit von Gesundheitsproblemen (Handgelenkfraktur 2006, Herzrhythmusstörungen vor der Saison 2007/08) geplagten Nadia Fanchini zu einem Kreuzbandriss.

### Rückkehr von Verletzungen
Bei der Abfahrt in Lake Louise (28. November) kehrten Mario Scheiber, Andreas Buder und Hans Grugger mit den Rängen 40, 47 und 56 in den Weltcup zurück. Buder brach das Comeback jedoch am 9. Januar wegen der „bisher enttäuschenden Ergebnisse und auch gesundheitlicher Rückschritte“ ab.

### Weiteres Geschehen
Herren:
- Den 100. Abfahrtssieg für die Schweiz verwirklichte Didier Cuche am 28. November in Lake Louise.
- Ein „Triple“ gelang Carlo Janka mit den Siegen in Kombination, Abfahrt und Riesenslalom in Beaver Creek. Eine Woche später folgte für ihn allerdings in Val d’Isère ein „Hattrick im Ausscheiden“, wobei er sich zudem beim Sturz im ersten Durchgang des abschließenden Riesenslaloms eine Schnittwunde im Gesicht und eine Schulterprellung zuzog.
- Am 18. Dezember erreichte der Super-G-Weltmeister von 2007, Patrick Staudacher, mit Rang 3 beim Super-G in Gröden sein erstes (und einziges) Podest im Weltcup.
- Bei der Abfahrt in Bormio (29. Dezember) wurde der (vorerst) Zweitplatzierte Mario Scheiber wegen eines um 2 mm zu hohen Schuhs disqualifiziert (Regel B3.2), wobei sich anderntags herausstellte, dass ein Einlagekeil verwechselt worden war.
- Der Start des Riesenslaloms in Adelboden am 9. Januar wurde vorerst nach hinten verlegt, dann auch der Lauf verkürzt – trotzdem musste der erste Durchgang nach 58 Läufern abgebrochen werden. In Führung war Davide Simoncelli vor Marcel Hirscher und Ivica Kostelić gelegen.
- Am 10. Januar konnte Julien Lizeroux beim Adelboden-Slalom noch von Rang 12 zum Sieg fahren.
- Die Abfahrt in Wengen am 16. Januar brachte für Marco Büchel in dessen Abschiedsjahr mit Rang 3 das erste Lauberhorn-Podest. Das österreichische Team musste das eher erwartete enttäuschende Resultat akzeptieren, denn Christoph Gruber war beim Einfahren gegen einen Zaun geprallt (Prellung unterhalb des Knies sowie eine schwere Gehirnerschütterung), bis auf Klaus Kröll, der als Bester auf Rang 9 landete, waren die übrigen Starter von einem Magen-Darm-Virus befallen gewesen.
- Didier Cuche, der einen technisch neuen Ski, genannt KERN, fuhr, wurde nach Hermann Maier und Stephan Eberharter der dritte Läufer, der in Kitzbühel das „Double“ mit Siegen im Super-G und in der Abfahrt holte. Überraschung der Hahnenkamm-Abfahrt waren sowohl Rang 2 für Andrej Šporn als auch mit Ivica Kostelić (Rang 5) und Natko Zrnčić-Dim (Rang 10) zwei kroatische Läufer unter den ersten Zehn.
- Hinsichtlich der Herren-Super-Kombination am 5. März in Crans-Montana konnte die Abfahrt wegen der Windböen nicht gestartet werden, die Startzeit wurde bis um 14.30 h nach hinten geschoben, ehe es zur Absage kam. Vorerst war geplant, die am 6. März anstehende Spezialabfahrt in Kvitfjell (auch) als Abfahrt für diese Kombination heranzuziehen und danach noch einen Slalom zu fahren. Letztlich kam es aber zu gänzlichen Streichung. Weil in dieser Saison nur zwei Super-Kombis gefahren wurden, gab es keine kleine Weltcupkugel.
- Bei der Abfahrt im Finale in Garmisch-Partenkirchen verpasste Mario Scheiber nicht nur um 0,02 s seinen ersten Sieg (dieser ging an Carlo Janka, der mit 54 Punkten Vorsprung auf den verzichtenden Raich die Führung in der Weltcup-Gesamtwertung zurückholte), sondern blieb das ÖSV-Team auch erstmals seit 1991/92 eine Saison lang in Weltcup-Abfahrten sieglos.
- Marco Büchel zelebrierte seinen Rennläufer-Abschied im Super-G, wobei er in einem eleganten dunklen Maßanzug (mit Shorts) antrat. Es war damals bereits bekannt, dass er dem Weltcup als Analytiker beim ZDF erhalten bleibt.
- Im finalen Riesenslalom wurde Marcel Hirscher als Achter des ersten Laufs wegen Frühstarts (Wettkampf-Regel 613,7) disqualifiziert.

Damen:
- Beim Riesenslalom am 28. November in Aspen kam Federica Brignone mit Rang 3 erstmals auf das Podium in einem Weltcupbewerb (nachdem sie genauso erstmals beim Saisonauftakt in Sölden mit Rang 21 die ersten Punkte erreicht hatte). Negativ verlief das Rennen für die „swiss-ski“-Läuferin, von denen sich keine für den zweiten Durchgang qualifizierte (Rang 43 durch Fabienne Suter bei einem Rückstand 1,46 s auf Chemmy Alcott auf Rang 30); allerdings verpasste auch Lindsey Vonn (Rang 39/0,94 s fehlten auf den „Cut“) den Finallauf.
- Mit der Winzigkeit von drei Hundertstel Sekunden  entschied Elisabeth Görgl den Super-G in Lake Louise (6. Dezember) zu ihren Gunsten, womit sie den 50. ÖSV-Damensieg im SG markierte und den Hattrick von Lindsey Vonn, die an den Vortagen beide Abfahrten gewonnen hatte, verhinderte.
- Beim Slalom in Åre (13. Dezember) „posierten“ mit Maria Riesch und Susanne Riesch auf den Rängen 2 und 3 erstmals diese beiden Schwestern gemeinsam am Podest (Susanne war nach dem ersten Lauf nur auf Rang 7 gelegen). Letztmals waren mit Irene und Maria Epple zwei Schwestern (mit Phil und Steve Mahre zwei Brüder) am „Treppchen“ gestanden.
- Vonn teilte mit, dass sie bei der Abfahrt in der Super-Kombination in Val d’Isère (18. Dezember) den Ski von Bode Miller gefahren ist.
- Die Abfahrt in Val d’Isère (19. Dezember) war vorerst für 10.45 Uhr angesetzt, es gab Verschiebungen auf 12 und 13 Uhr, jedoch der zu starke Wind und die schlechte Sicht führte zur Absage.
- Die zweite Abfahrt in Haus im Ennstal (9. Januar) war die zweitkürzeste für Damen in der Weltcupgeschichte (bislang war es Åre gewesen) – und die ÖSV-Equipe erlebte das zweitschlechteste Ergebnis in einer Weltcupabfahrt mit Rang 21 für Anna Fenninger; noch schwächer war nur jenes vom 6. März 1994 gewesen, als Barbara Sadleder in Whistler Rang 24 belegt hatte.
- Nach dem 1. Lauf des Nachtslaloms in Flachau (12. Januar) zeichnete sich ein Riesch-Schwesternsieg ab, doch schied Susanne (sie führte mit 0,12 s Vorsprung auf Maria) in der Entscheidung aus, und Marlies Schild (nach dem ersten Durchgang mit 1,04 s Rückstand Fünfte) kam noch zum Sieg.
- Mit Rang 2 am 16. Januar beim Riesenslalom in Maribor schaffte Maria Riesch ihr erstes Podest in dieser Disziplin.
- Im Zusammenhang mit dem Maribor-Slalom und dem Rennen selbst (17. Januar) gab es mehrere auffällige Punkte: Tina Maze erreichte erstmals ein Slalom-Podest (sie kam mit Bestzeit im zweiten Durchgang noch von Rang 9 auf 2), Kathrin Zettel avancierte zur „großen Maribor-Siegerin“ (es war dies auch ihr erster Sieg in einem Weltcupslalom; Damen-Doppelsiege mit Riesenslalom und Slalom am selben Ort hatte es bislang lediglich durch Vreni Schneider am 8. und 11. März 1989 in Shigakōgen und durch Nicole Hosp beim Finale am 17. und 18. März 2007 in Lenzerheide gegeben). Demhingegen war die ohnehin hinsichtlich Slalom „ramponierte“ Vertretung der Schweiz bereits in der Nacht zu diesem Rennen lahmgelegt worden, indem deren Skier im wahrsten Sinne des Wortes angepinkelt und Kleidungsstücke gestohlen worden waren. Das Resultat war, dass keine in den zweiten Lauf kam (Beste war Aline Bonjour auf Rang 35).
- Eine Panne trat bei der Siegerehrung zur Super-Kombination in St. Moritz (29. Januar) auf, denn es war kein Tonband (oder sonstiger Tonträger) mit der schwedischen Nationalhymne vorhanden, so dass Siegerin Anja Pärson den Einfall hatte, die Hymne ihres Heimatlandes selbst mit Inbrunst gesanglich vorzutragen. Der Speaker reagierte sofort und stellte sein Mikrofon zur Verfügung.
- Bei der Abfahrt in St. Moritz (30. Januar) riss die mit 6 Siegen saisonübergreifende Serie von Lindsey Vonn (Rang 5), womit der Rekord von Annemarie Pröll mit 7 Abfahrtssiegen in einer Saison und 8 hintereinander aufrecht blieb.
- Während (wie unter dem betreffenden Punkt angeführt) das ÖSV-Herrenteam in der gesamten Saison lediglich ohne Abfahrtssieg geblieben war, konnten die Damen (sie durften auf Grund ihrer schlechten Punktezahl nur mit drei Starterinnen ins Finale gehen) nicht einmal ein Podest erobern, was erstmals in der Weltcupgeschichte war.

### Premierensiege
Es gab nur fünf neue Namen in den Siegerlisten:

Herren:
- Am 13. Dezember wurde die Siegesserie von Marcel Hirscher mit dessen Erfolg im Riesenslalom in Val-d’Isère begonnen; er hatte mit der Start-Nr. 11 noch nicht der Gruppe mit den „Eliteläufern“ (1 bis 8) angehört.
- Giuliano Razzoli kam im Slalom in Zagreb (6. Januar) zu seinem ersten Sieg, zirka einen Monat später krönte er sich zum Olympiasieger.
- Felix Neureuther hatte sich den Slalom Kitzbühel am 24. Januar für seinen ersten Sieg gewählt.

Damen:
- Die aktuelle Riesenslalom-Weltmeisterin Kathrin Hölzl holte ihren ersten Sieg am 28. November in Aspen in besagter Disziplin nach. Allerdings gelang der DSV-Läuferin dank ihrer Beständigkeit (mit außerdem einem weiteren Sieg) auch der Erfolg im Riesenslalom-Weltcup.
- Für Fränzi Aufdenblatten bedeutete der Premierensieg im Super-G in Val d’Isère am 20. Dezember auch ihr einziges oberstes Podium in einem Weltcuprennen (nach zuvor zwei dritten Abfahrtplatzierungen).

### Weltcup-Entscheidungen

#### Herren
Gesamt:

Es war ein abwechselnder Kampf zwischen Benjamin Raich und Carlo Janka, Zum Jahresende 2009 führte Janka mit 577 Punkten vor Raich mit 565. Nach den Rennen in Kvitfjell lag Raich mit 110 Punkten vor Janka, dem aber im Finish eine Aufholjagd gelang – bereits nach dem Super-G am 7. März lag der Schweizer nur mehr 46 Punkte (973 zu 1019) zurück; auf Grund der Stärken und Schwächen der übrigen noch im Vorderfeld platzierten Läufer (Cuche 846 Punkte, Svindal 801 – Hirscher mit 675 konnte als Fünfter ohnehin das Minus nicht mehr aufholen) und weil Raich auf ein Antreten in der von Janka gewonnenen Abfahrt verzichtet hatte, war der Schweizer nunmehr mit 54 Zählern voran. Zwar kam Janka im Super-G nur auf Rang 11, doch büßte er damit gegenüber dem Achtplatzierten Raich lediglich 8 Punkte ein. Mit dem Sieg im Riesenslalom war er am Ziel und holte den ersten Gesamterfolg für die Schweiz seit Paul Accola. Raich (Rang 8) hätte Rang 6 benötigt, um noch eine Mini-Chance zu besitzen. Damit war es nicht mehr entscheidend, dass der Tiroler (als Sechster im ersten Lauf) im 2. Durchgang des Slaloms letztlich noch ausfiel.
Abfahrt:

Mit dem Sieg in der Abfahrt von Kvitfjell sicherte sich Didier Cuche vorzeitig die Wertung. Die Herren des Österreichischen Skiverbandes blieben sieglos, es hatte gerade einmal je zwei zweite und dritte Plätze gegeben.
Super-G:

Es sah nach einem Duell Michael Walchhofer contra Aksel Lund Svindal aus, dies auch nach dem Sieg von Erik Guay am 7. März in Kvitfjell, als der Kanadier mit 231 Punkten hinter Walchhofer (300) und Svindal (254) aufschien. Mit Rang 15 im Finale rettete Walchhofer letztlich gerade noch den zweiten Platz.
Riesenslalom:

Ted Ligety holte sich die Wertung zum zweiten Mal nach 2007/08. Wenngleich er nur ein Rennen gewann, präsentierte er sich am Ausgeglichensten.
Slalom:

Reinfried Herbst ging mit 505 zu 452 Punkten gegenüber Julien Lizeroux in das letzte Saisonrennen. Nach dem ersten Lauf schien alles für den Salzburger zu laufen; er befand sich zwar nur auf Rang 10, aber der Konkurrent war (um lediglich 0,02 s besser) auf dem 9. Rang. Doch im zweiten Durchgang gelang Lizeroux ein Traumlauf (um 1,29 s schneller als Herbst), er ging in Führung und blieb nach Neureuthers Lauf auf Rang 2; erst André Myhrer sorgte mit einer besseren Zeit als Lizeroux für die Entscheidung für Herbst; dass Manfred Pranger (Führender nach dem 1. Lauf) sich letztlich auf Rang 2 klassierte, war nur mehr Makulatur.
Kombination:

Für Carlo Janka waren die „big points“ (Sieg in Beaver Creek, Rang 2 in Wengen; außerdem Rang 7 in Kitzbühel) zu wenig, sein Ausfall in Val d’Isère war entscheidend gewesen. Demgegenüber punktete Benjamin Raich stetig (Rang 7 Beaver Creek, Sieg Val d’Isère, Rang 4 Wengen und Rang 3 Hahnenkamm).

#### Damen
Gesamt:

Lindsey Vonn befand sich vor den abschließenden Rennen bereits deutlich in Führung (1491 Punkte; es folgte Riesch mit 1296; Pärson mit 922 war bereits chancenlos); zwar war Vonns 33. Weltcupsieg beim Super-G in Crans-Montana noch durch die mit Nr. 29 gestartete Dominique Gisin verhindert worden, aber ihre Konkurrentin Maria Riesch hatte nur den achten Rang belegt. Endgültig fix war der Gesamtsieg von Vonn mit deren Sieg im finalen Super-G in Garmisch-Partenkirchen.
Abfahrt:

Lindsey Vonn beherrschte ihre Konkurrenz klar. Erstmals ging eine Weltcupsaison in dieser Disziplin ohne einen Podestplatz für den Österreichischen Skiverband zu Ende.
Super-G:

Ähnlich wie in der Abfahrt dominierte Lindsey Vonn. Vor Crans-Montana führte sie mit 440 Punkten vor Fabienne Suter (220) und Andrea Fischbacher (217); die zu diesem Zeitpunkt Vierte Elisabeth Görgl wies 194 Zähler auf und war schon aus dem Rennen. Da Vonn aber Zweite wurde, sich damit mit 520 Punkten aus eigener Leistung schon ein Rennen vor Schluss zur Wertungssiegerin kürte, war es bedeutungslos, dass Suter Rang 17 und Fischbacher Rang 12 belegten; es gab nur eine kleine Änderung auf Rang 2, denn nun war die aktuelle Olympiasiegerin aus Österreich mit 239 Punkten auf Platz 2 vor Suter (234)
Riesenslalom:

Kathrin Hölzl lag vor dem Finale mit 391 Punkten vor Kathrin Zettel mit 362 Punkten in Front, sie verfehlte den Sieg gegenüber Tina Maze zwar um 0,03 s, aber das reichte leicht – Zettel kam nur auf Rang 8, doch diese hatte ihre (große) Chance am 24. Januar in Cortina d’Ampezzo vergeben, als sie als Führende nach dem ersten Durchgang im zweiten Lauf ausschied (während Hölzl Dritte geworden war).
Slalom:

Der letzte Bewerb brachte die Entscheidung. Riesch lag mit 433 Punkten um 23 Zähler vor Zettel; eine theoretische Chance bestand noch für Sandrine Aubert (361 Punkte). Nach dem ersten Lauf lagen Maria Riesch auf Rang 4 und Zettel auf 6. Es führte Marlies Schild vor Šárka Záhrobská und Susanne Riesch. Wohl setzte sich Zettel im zweiten Lauf vor Maria Riesch, es hätten aber die „kleine Riesch“ und Záhrobská sich zwischen der Niederösterreicherin und Maria Riesch platzieren müssen, doch blieben sie hinter den beiden.
Kombination:

Bei nur zwei Wertungen schnitt Lindsey Vonn dank Rang 3 in St. Moritz um zehn Punkte besser ab, denn Anja Pärson war zuvor in Val d’Isère bei Vonn's 25. Weltcupsieg „nur“ Vierte geworden. Michaela Kirchgasser, die in Val d’Isère ex aequo mit Pärson auch Rang 4 eingenommen hatte, hätte nur eine Chance gehabt, wenn in St. Moritz ihre Konkurrentinnen entscheidend hinter ihr klassiert worden wären (bzw. Crans-Montana nicht abgesagt worden wäre).

### Todesfall
Am 24. August verstarb in einer Klinik in Innsbruck der dreifache Olympiasieger Toni Sailer, der in den 1970er-Jahren Alpin-Rennsportdirektor des Österreichischen Skiverbandes, später auch Technischer Delegierter der FIS, Ehrenmitglied des IOC und auch Rennchef der Hahnenkammrennen in Kitzbühel war.

### Karriereende
| Herren - Marco Büchel - Giorgio Rocca - Christoph Gruber - Pierrick Bourgeat - Pierre-Emmanuel Dalcin - Stéphane Tissot - Scott Macartney | Damen - Geneviève Simard - Emily Brydon - Nike Bent - Florine de Leymarie - Nika Fleiss - Daniela Ceccarelli - Maria Holaus |

## Rennen außerhalb des Weltcups
Am 7. November wurde in Amnéville bei Metz durch den von den Skiverbänden der Schweiz, von Frankreich, Italien und Österreich neu gegründeten „Europäischen Skiverband“ (mit dem ÖSV-Präsidenten Peter Schröcksnadel als dessen Präsidenten) eine „Hallen-Europameisterschaft“ in Form von Parallelslaloms durchgeführt. Es nahmen 39 Damen und 35 Herren aus 10 Nationen teil. Die Strecke war 482 m lang, 32 m breit und wies einen Höhenunterschied von 88 m auf.

Im Herrenbereich gewannen Jean-Baptiste Grange den Finallauf gegen Christof Innerhofer und Manfred Mölgg den Lauf um Platz drei gegen Marc Gini. Am Damensektor hieß die Siegerin Veronika Zuzulova; sie setzte sich gegen Nastasia Noens durch, Rang 3 ging an Marion Pellissier vor Denise Karbon.
Anmerkung zum „Europäischen Skiverband“: Der Deutsche Skiverband und auch jene der skandinavischen Länder hatten sich diesem neuen Verband nicht angeschlossen.